# 斯蒂芬山麓冰川

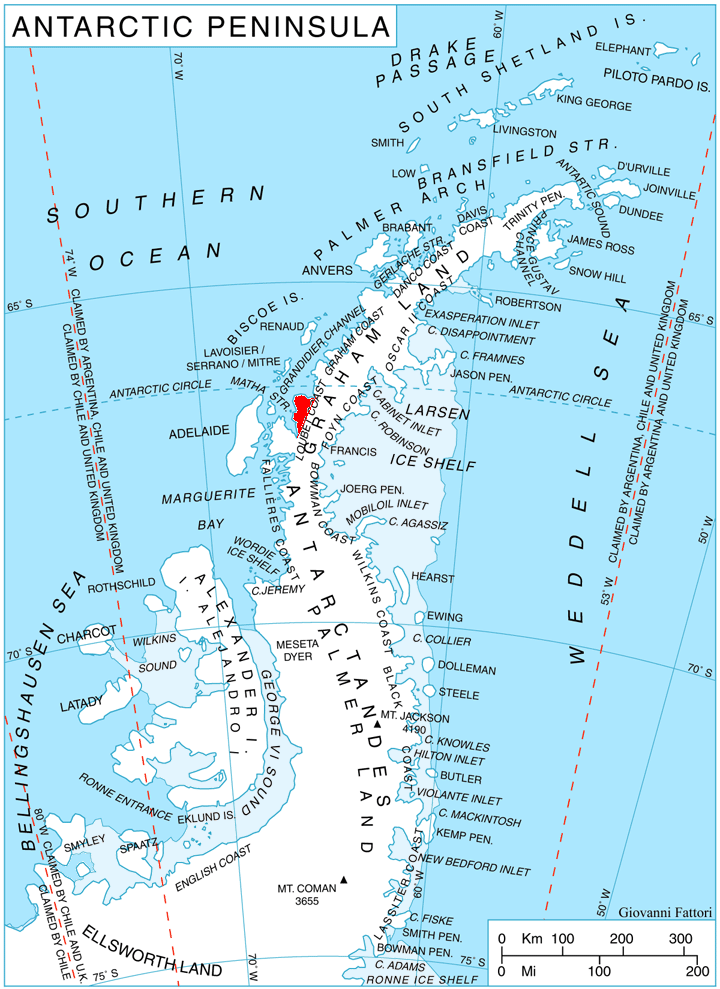

66°40′S 66°30′W / 66.667°S 66.500°W
斯蒂芬山麓冰川（德語：Stefan-Piedmont-Gletscher），是南極洲的冰川，位於葛拉漢地的盧貝海岸，處於佩爾尼克半島西北端，根據英國探險隊拍攝的空中照片繪入地圖，以奧地利的物理學家命名。

## 外部連結
- SCAR Composite Gazetteer of Antarctica（页面存档备份，存于）.